# Janusz Antoni Wiśniowiecki
Janusz Antoni Wiśniowiecki herbu Korybut (ur. 14 czerwca 1678, zm. 16 stycznia 1741 we Lwowie) – kasztelan krakowski 1726–1741, wojewoda krakowski 1706–1726, wojewoda wileński 1704–1706, kasztelan wileński 1702–1703, marszałek nadworny litewski 1699–1702, podczaszy litewski 1697–1698, marszałek Trybunału Głównego Koronnego w 1710 roku, starosta piński i nowotarski, starosta osiecki w 1704 roku, starosta parczowski w 1730 roku, książę.
Syn Konstantego Wiśniowieckiego oraz jego drugiej żony Anny z Chodorowskich. Starszy brat Michała Serwacego.

## Życiorys
Poseł na sejm pacyfikacyjny 1699 roku z województwa wołyńskiego. Był członkiem konfederacji olkienickiej w 1700 roku. W styczniu 1702 roku podpisał akt pacyfikacji Wielkiego Księstwa Litewskiego. Był członkiem konfederacji sandomierskiej 1704 roku. Był uczestnikiem Walnej Rady Warszawskiej 1710 roku.
Był fundatorem kolegium jezuitów w Krzemieńcu. 
W 1717 roku został wyznaczony senatorem rezydentem. Był członkiem konfederacji generalnej zawiązanej 27 kwietnia 1733 roku na sejmie konwokacyjnym. W 1735 roku podpisał uchwałę Rady Generalnej konfederacji warszawskiej. W 1736 roku został wyznaczony senatorem rezydentem. W 1717 roku odznaczony Orderem Orła Białego.
Zmarł w 1741 i został pochowany w kaplicy przy katedrze łacińskiej we Lwowie fundowanej przez siebie i żonę.